# Halle du marché de Tampere
La Halle du marché de Tampere (finnois : Tampereen kauppahalli) est une halle située dans le quartier de Nalkala à Tampere en Finlande.

## Description
Le bâtiment est conçu par Hjalmar Åberg en 1894 et la construction débute en 1899. 
Ouverte en 1901, la halle construite entre la rue Hämeenkatu et la rue Hallituskatu  est la plus grande halle des Pays nordiques.
Sa surface au sol est de  2 100 m2 et son volume de 18 500 m3.
En 1973, le conseil régional du Häme a décidé de protéger le bâtiment,.
La halle a 174 stands de vente, dont 40% sont des cafés ou des restaurants.